# II liga czeska w piłce nożnej mężczyzn
II liga czeska w piłce nożnej (Fotbalova narodni liga) – od sezonu 1993/1994 drugi poziom rozgrywek piłki nożnej organizowany przez Czeskomorawski Związek Piłki Nożnej. Liga liczy 16 drużyn. Rozgrywki odbywają się systemem kołowym (po jednym meczu jako gospodarz i gość) w dwóch rundach: jesiennej oraz wiosennej.
Najlepsze dwa zespoły po sezonie zasadniczym awansują do I ligi. Natomiast kluby, które zajęły ostatnie dwa miejsca są relegowane do niższej klasy rozgrywek – odpowiednio: Česká fotbalová liga lub Moravskoslezská fotbalová liga – w zależności od miejsca, z którego dany klub pochodzi. Ich miejsca zajmują ostatnie dwie drużyny z I ligi oraz zwycięzcy ČFL i MSFL.

## Zwycięzcy rozgrywek
- 1993/1994 – TJ Sklobižu Jablonec nad Nysą
- 1994/1995 – SFC Opawa
- 1995/1996 – FC Karwina
- 1996/1997 – Dukla Praga
- 1997/1998 – Chmel Blšany
- 1998/1999 – Bohemians Praga
- 1999/2000 – Synot Staré Město
- 2000/2001 – SK Hradec Králové
- 2001/2002 – SK České Budějovice
- 2002/2003 – Viktoria Pilzno
- 2003/2004 – FK Mladá Boleslav
- 2004/2005 – SIAD Most
- 2005/2006 – SK Kladno
- 2006/2007 – Viktoria Žižkov
- 2007/2008 – Bohemians Praga
- 2008/2009 – Bohemians 1905
- 2009/2010 – FC Hradec Králové
- 2010/2011 – Dukla Praga
- 2011/2012 – FK Uście nad Łabą[1]
- 2012/2013 – 1. SC Znojmo
- 2013/2014 – SK Dynamo České Budějovice
- 2014/2015 – Sigma Ołomuniec
- 2015/2016 – MFK Karviná
- 2016/2017 – Sigma Ołomuniec
- 2017/2018 – SFC Opava
- 2018/2019 – Dynamo Czeskie Budziejowice
- 2019/2020 – FK Pardubice
- 2020/2021 - FC Hradec Králové
- 2021/2022 - FC Zbrojovka Brno
- 2022/2023 - MFK Karviná
- 2023/2024 - FK Dukla Praga

## Skład ligi w sezonie 2014/2015
| Zespół            | Miejsce        | Stadion                            | Pojemność | Pozycja w poprzednim sezonie     |
| ----------------- | -------------- | ---------------------------------- | --------- | -------------------------------- |
| SFC Opava         | Opawa          | Městský stadion Opava              | 7758      | 1. w Lidze Morawsko-Śląskiej     |
| SK Sigma Olomouc  | Olomouc        | Andruv Stadion                     | 12541     | 15. w Gambrinus liga (2013/2014) |
| MFK Frýdek-Místek | Frýdek-Místek  | Stadion Stovky                     | 12400     | 14.                              |
| 1. SC Znojmo      | Znojmo         | Stadion v Husových sadech          | 2599      | 16. w Gambrinus liga (2012/2013) |
| MFK Karviná       | Karviná        | Stadion Miejski w Karwinie         | 8,000     | 8.                               |
| FK Baník Most     | Most           | Fotbalový stadion Josefa Masopusta | 7500      | 12.                              |
| FK Pardubice      | Pardubice      | Stadion Pod Vinicí                 | 2500      | 11.                              |
| FK Baník Sokolov  | Sokolov        | Stadion FK Baník Sokolov           | 5000      | 6.                               |
| FK MAS Táborsko   | Tábor          | Sportovní areál Soukeník           | 900       | 3.                               |
| Fotbal Trzyniec   | Třinec         | Stadion Rudolfa Labaje             | 2200      | 9.                               |
| FK Ústí nad Labem | Ústí nad Labem | Stadion Miejski w Uściu nad Łabą   | 3000      | 7.                               |
| FK Varnsdorf      | Varnsdorf      | Městský stadion v Kotlině          | 900       | 4.                               |
| Viktoria Žižkov   | Praga          | Stadion Viktorii Žižkov            | 5600      | 5.                               |
| FC Graffin Vlašim | Vlašim         | Stadion v Kollárově ulici          | 6000      | 13.                              |
| FK Kolín          | Kolín          | Stadion Kolin                      | 2000      | 1. w Czeskiej lidze futbolowej   |
| FC Fastav Zlín    | Zlín           | Stadion Letná w Zlinie             | 6375      | 10.                              |